# Guido Malatesta
Pour les articles homonymes, voir Malatesta.
Guido Malatesta, né le 1er mai 1919 à Gallarate dans la région de la Lombardie et mort le 14 juin 1970 à Rome dans la région du Latium, est un réalisateur et un scénariste italien. Il a utilisé au cours de sa carrière le pseudonyme de James Reed. 

## Biographie
Guido Malatesta naît en 1919 à Gallarate dans la province de Varèse. Il commence à travailler comme journaliste après avoir déménagé à Rome. Il s'oriente ensuite vers le cinéma, écrit des scénarios puis passe à la réalisation en 1956.
Dans les années 1960, il se fait connaître grâce à ces nombreux péplums, notamment sa série consacrée aux aventures de Maciste. Il met également en scène les personnages de Goliath, Samson ou Zorro dans d'autres films, comme il était courant de le faire à cette époque. Il signe également des scénarios pour d'autres réalisateurs, comme Mario Caiano ou Umberto Lenzi.
Face au déclin de ce genre, il opte pour le pseudonyme américain de James Reed et tourne alors des films d'aventures exotiques. Il confie le premier rôle du film Samoa, fille sauvage (Saoma regina della giungla) à la jeune Edwige Fenech qui commence sa carrière en 1968. L'année suivante, il ajoute une touche d'érotisme à ses réalisations, comme Tarzana, sexe sauvage (Tarzana, sesso selvaggio) dont il donne le premier rôle à Femi Benussi. Il revisite l'histoire de l'impératrice romaine Poppée dans le péplum érotique Les Nuits érotiques de Poppée (Le calde notti di Poppea).
En 1970, il réalise Dans l'enfer de Monza (Formula 1 - Nell'Inferno del Grand Prix) qui se déroule dans l'univers des courses automobiles. Il meurt prématurément quelques mois plus tard à l'âge de 51 ans.

## Filmographie

### Comme réalisateur
- 1956 : Les Milliardaires (I miliardari)
- 1958 : Le Désert de la gloire (El Alamein)
- 1958 : Tu n'es pas sérieuse (Valeria ragazza poco seria)
- 1959 : Agosto, donne mie non vi conosco
- 1959 : Toryok, la furie des barbares (Toryok, la furia dei barbari)
- 1960 : Les Conquérants de la vallée sauvage (La strada dei giganti)
- 1961 : Goliath contre les géants (Goliath contro i giganti)
- 1962 : Maciste contre les monstres (Maciste contro i mostri)
- 1963 : Tarzan chez les coupeurs de têtes (Maciste contro i tagliatori di teste)
- 1964 : La Révolte des barbares (La rivolta dei barbari)
- 1965 : Maciste, le vengeur du dieu maya (Maciste - Il vendicatore dei Maya)
- 1965 : Rome en flammes (L'incendio di Roma)
- 1966 : Le Trésor de l'Atlas (I predoni del Sahara)
- 1966 : Mission Apocalypse (Missione apocalisse)
- 1967 : Come rubare un quintale di diamanti in Russia
- 1968 : Le Fils de l'Aigle noir (Il figlio di Aquila Nera)
- 1968 : Samoa, fille sauvage (Samoa regina della giungla)
- 1969 : Tarzana, sexe sauvage (Tarzana, sesso selvaggio)
- 1969 : Les Nuits érotiques de Poppée (Le calde notti di Poppea)
- 1970 : Dans l'enfer de Monza (Formula 1 - Nell'Inferno del Grand Prix)
- 1971 : Notre héros retrouvera-t-il le plus gros diamant du monde ? (Riuscirà il nostro eroe a ritrovare il più grande diamante del mondo ?)

### Comme scénariste
- 1951 : Feu noir (it) (Fuoco nero) de Silvio Siano
- 1953 : Sur le pont des soupirs (Sul ponte dei sospiri) d'Antonio Leonviola
- 1953 : Pour toi, j'ai péché (Per salvarti ho peccato) de Mario Costa
- 1954 : La Barrière de la loi (en) (La barriera della legge) de Piero Costa
- 1955 : Plus près du ciel (La catena dell'odio) de Piero Costa
- 1956 : Prisonnière du destin (it) d'Enzo Di Gianni
- 1956 : Bambino (Guaglione) de Giorgio Simonelli
- 1956 : Les Milliardaires (I miliardari) de lui-même
- 1958 : Le Désert de la gloire (El Alamein) de lui-même
- 1958 : Tu n'es pas sérieuse (Valeria ragazza poco seria) de lui-même
- 1958 : Serenatella sciuè sciuè (it) de Carlo Campogalliani
- 1959 : Judith et Holopherne (Giuditta e Oloferne) de Fernando Cerchio
- 1960 : Les Conquérants de la vallée sauvage (La strada dei giganti) de lui-même
- 1962 : Maciste contre les monstres (Maciste contro i mostri) de lui-même
- 1963 : Tarzan chez les coupeurs de têtes (Maciste contro i tagliatori di teste) de lui-même
- 1963 : Scaramouche (La máscara de Scaramouche) d'Antonio Isasi-Isasmendi
- 1963 : Maciste contre Zorro (Zorro contro Maciste) d'Umberto Lenzi
- 1963 : Samson l'Invincible (Sansone contro i pirati) de Tanio Boccia
- 1963 : Le Signe de Zorro  (Il segno di Zorro) de Mario Caiano
- 1963 : L'Invincible Cavalier noir (L'invincibile cavaliere mascherato) d'Umberto Lenzi
- 1963 : Catherine de Russie (Caterina di Russia) d'Umberto Lenzi
- 1964 : Marchands d'esclaves (Anthar l'invincibile) d'Antonio Margheriti
- 1965 : Un cercueil pour le shérif (Una bara per lo sceriffo) de Mario Caiano
- 1965 : Le Shérif ne tire pas de José Luis Monter et Renato Polselli
- 1965 : Maciste, le vengeur du dieu maya (Maciste - Il vendicatore dei Maya) de lui-même
- 1965 : Rome en flammes (L'incendio di Roma) de lui-même
- 1966 : Ombres sur le Liban (Le spie uccidono in silenzio) de Mario Caiano
- 1966 : Mission Apocalypse (Missione apocalisse) de lui-même
- 1967 : Come rubare un quintale di diamanti in Russia de lui-même
- 1968 : Le Fils de l'Aigle noir (Il figlio di Aquila Nera) de lui-même
- 1968 : Samoa, fille sauvage (Saoma regina della giungla) de lui-même
- 1969 : Tarzana, sexe sauvage (Tarzana, sesso selvaggio) de lui-même
- 1969 : Les Nuits érotiques de Poppée (Le calde notti di Poppea) de lui-même
- 1970 : Dans l'enfer de Monza (Formula 1 - Nell'Inferno del Grand Prix) de lui-même
- 1971 : Notre héros retrouvera-t-il le plus gros diamant du monde ? (Riuscirà il nostro eroe a ritrovare il più grande diamante del mondo ?) de lui-même

## Source
- (it) Roberto Poppi, I registi dal 1930 al giorni nostri, Rome, Gremesse, 2002, 456 p. (ISBN 88-8440-171-2, lire en ligne).